# Windbalea viride
Windbalea viride är en insektsart som beskrevs av Rentz, D.C.F. 1993. Windbalea viride ingår i släktet Windbalea och familjen vårtbitare. IUCN kategoriserar arten globalt som sårbar. Inga underarter finns listade i Catalogue of Life.